# Mount Weir
Mount Weir ist ein steiler, felsiger und nach Nordosten ausgerichteter Abschnitt der Geländestufe des Polarplateaus in der antarktischen Ross Dependency. Der Berg ragt unmittelbar südlich der Basis des Gebirgskamms Fulgham Ridge am Kopfende des Ramsey-Gletschers auf.
Entdeckt und fotografiert wurde er bei einem Überflug am 16. Februar 1947 im Rahmen der US-amerikanischen Operation Highjump (1946–1947). Das Advisory Committee on Antarctic Names benannte ihn 1962 nach Major Robert R. Weir (1915–2002) vom United States Marine Corps, einem der Piloten dieses Fluges.